# Alexander Storckenfeldt
Alexander Storckenfeldt, född den 5 augusti 1984, är en svensk före detta racerförare. Han är sedan 2019 verkställande direktör för Anticimex AB i Sverige.

## Racingkarriär
Storckenfeldt började sin karriär i gokart där han både blev svensk och nordisk mästare. Alexander tog steget upp till Formel Ford där han vann svenska mästerskapen i sitt första försök. Toyota Formel 1 stall fick då upp ögonen för honom och kontrakterade Storckenfeldt till sitt juniorstall och lät honom tävla i italienska och europeiska Formel Renault för Prema Power Team. Storckenfeldt fick fortsätta på egen hand 2003 och började då tävla i brittiska Formel Renault och tog där ett antal segrar och pallplatser. 2006 valde Alexander att återvända hem till Sverige för att tävla i STCC. Storckenfeldt skrev kontrakt med Volvo där han tävlade för Polestar Racing i två säsonger, 2006 och 2007. Storckenfeldt vann ett race på Ring Knutstorp. 